# River Rother (Ärmelkanal)
Der River Rother (früherer Name: Limen) ist mit 56 km einer der längsten Flüsse in East Sussex. Der Fluss entspringt rund einen Kilometer südlich von Rotherfield (East-Sussex) in der Nähe der Rotherhurst Farm und mündet westlich von Camber an der englischen Küste in den Ärmelkanal. Auf den letzten 23 km liegt das Flussbett unter dem Meeresspiegel. Daher hat der Fluss bei Hochwasser Salzwasser. Seine Nebenflüsse heißen River Tillingham und River Brede.
Der Flussabschnitt unterhalb von Bodiam Castle ist schiffbar. Nördlich davon liegt die ehemalige, heute einen Hügel in der Flachlandschaft bildende Isle of Oxney, und in der Nähe von Rye trifft der Fluss auf die im Osten liegende Romney Marsh.
Ursprünglich hatte der Fluss nahe der Mündung in das Meer einen anderen Verlauf, allerdings wurde dieser durch einen Sturm im Jahr 1287 versperrt. 
Der Rother durchfließt oder passiert die Ortschaften von Etchingham, Robertsbridge, Bodiam, Northiam und Wittersham.
Der Fluss hat in West Sussex einen Namensvetter, den River Rother, einen Nebenfluss des River Arun. Er hat auch in South Yorkshire einen Namensvetter, den Rother, einen Nebenfluss des River Don, der der Stadt Rotherham ihren Namen gab.